# Montreuillon
Montreuillon település Franciaországban, Nièvre megyében. Lakosainak száma 248 fő (2022. január 1.). Montreuillon Cervon, Aunay-en-Bazois, Blismes, Epiry, Mhère, Montigny-en-Morvan, Mouron-sur-Yonne és Vauclaix községekkel határos.

## Népesség
A település népességének változása:
| Lakosok száma | 286  | 276  | 274  | 261  | 260  | 259  | 258  | 253  | 248  |
|               | 2013 | 2015 | 2016 | 2017 | 2018 | 2019 | 2020 | 2021 | 2022 |